# Galeriestraße (München)
Die Galeriestraße in München bildet heute die Grenze zwischen den Münchner Stadtbezirken Altstadt-Lehel und Maxvorstadt. Sie verläuft von der Ludwigstraße ausgehend nach Ostsüdosten entlang der nördlichen Randbebauung des Hofgartens.

## Lage
Die Galeriestraße zweigt zwischen dem Bazargebäude am Odeonsplatz und dem in der NS-Zeit nach Abbruch mehrerer Klenze-Bauten errichteten früheren Zentralministerium (heute Bayerisches Staatsministerium für Ernährung, Landwirtschaft, Forsten und Tourismus, Ludwigstraße 2) von der Ludwigstraße ab und verläuft nördlich der Hofgartenarkaden (Nr. 2 bis 6a) und südlich des auf Bastionen der ehemaligen Stadtbefestigung errichteten Finanzgartens. Auf der Höhe des den Hofgarten östlich begrenzenden Leibregimentswegs endet sie heute bei dem Denkmal des sogenannten Harmlos unweit des Prinz-Carl-Palais (das nicht mehr in der Galeriestraße liegt). Von hier aus werden der Hofgarten und durch eine Unterführung der Englische Garten erreicht.

## Geschichte
Die Entstehung der Galeriestraße geht auf die Niederlegung der Stadtbefestigung zu Ende des 18. Jahrhunderts zurück. Während des Bestehens der Befestigungsanlagen befand sich hier die Gartenbastion, die im 17. Jahrhundert dem Orden der Theatiner überlassen worden war, die hier einen Nutzgarten angelegt hatten. Im Jahr 1783 wurde in den Hofgartenanlagen die Gemäldegalerie untergebracht, die 1836 in die Alte Pinakothek übersiedelte. Die Galeriestraße setzte sich bis zum Bau des Altstadtrings weiter nach Osten fort (heutige Unsöldstraße in dem sich das Schachterleis befand) und endete an der Wagmüllerstraße im Lehel. Auf der Höhe des unteren Hofgartens stand das Gebäude des Kunstvereins mit dem 1952 gesprengten Wasserturm des Hofbrunnwerks. Erhalten hat sich mit dem noch vorhandenen, an das ehemalige Armeemuseum (die heutige Staatskanzlei) anschließenden Arkadenrest das unter den Arkaden liegende Hofbrunnwerk.
In den Räumen des Archäologischen Instituts in den Hofgartenarkaden wurde 1937 die Propagandaausstellung Entartete Kunst durchgeführt.
Durch die Galeriestraße verkehrte von 1949 bis 1961 die auch als „Ruinenschleicher“ apostrophierte Trambahnlinie 37, die den Ostbahnhof mit dem Nordbad verband.

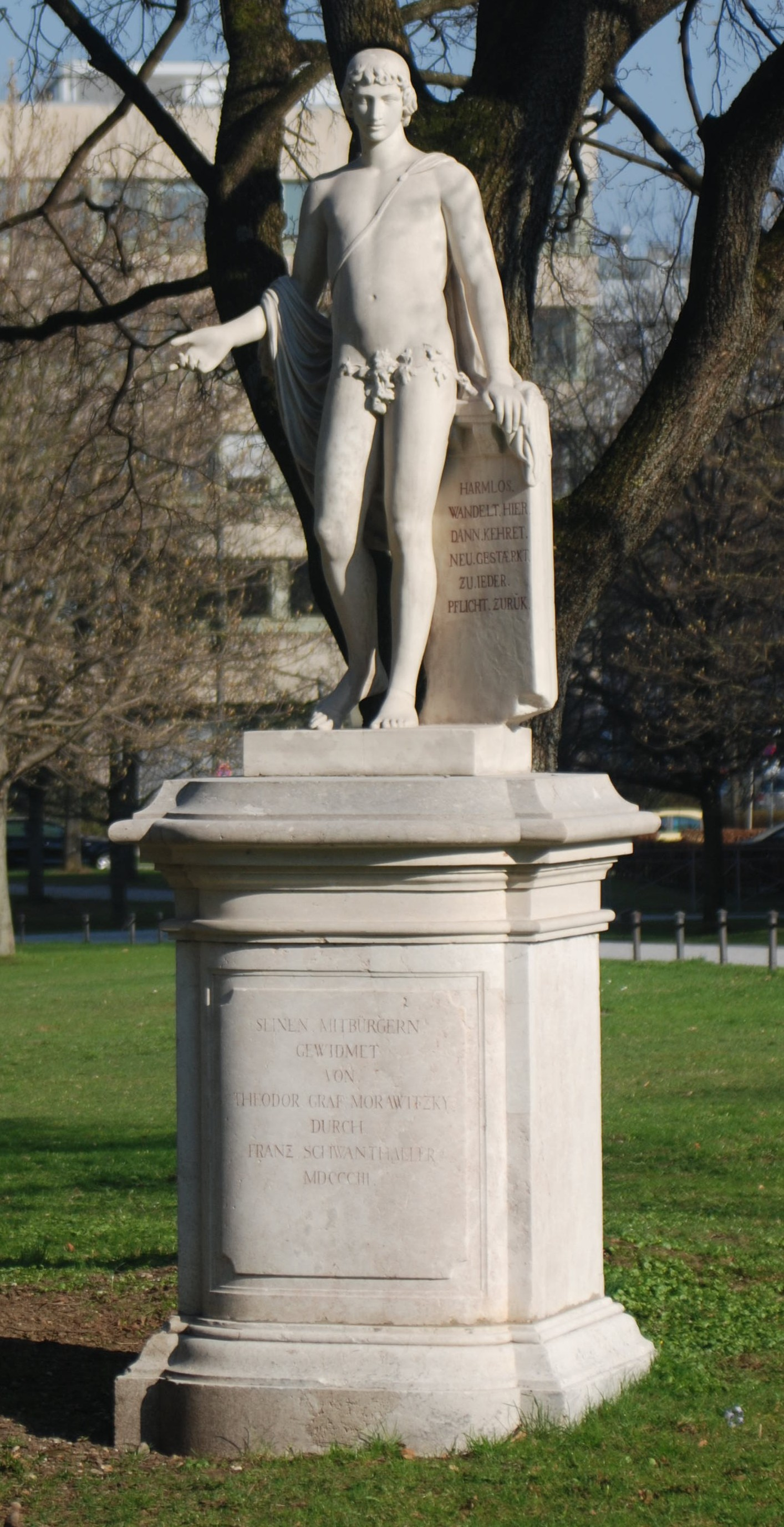
Der „Harmlos“
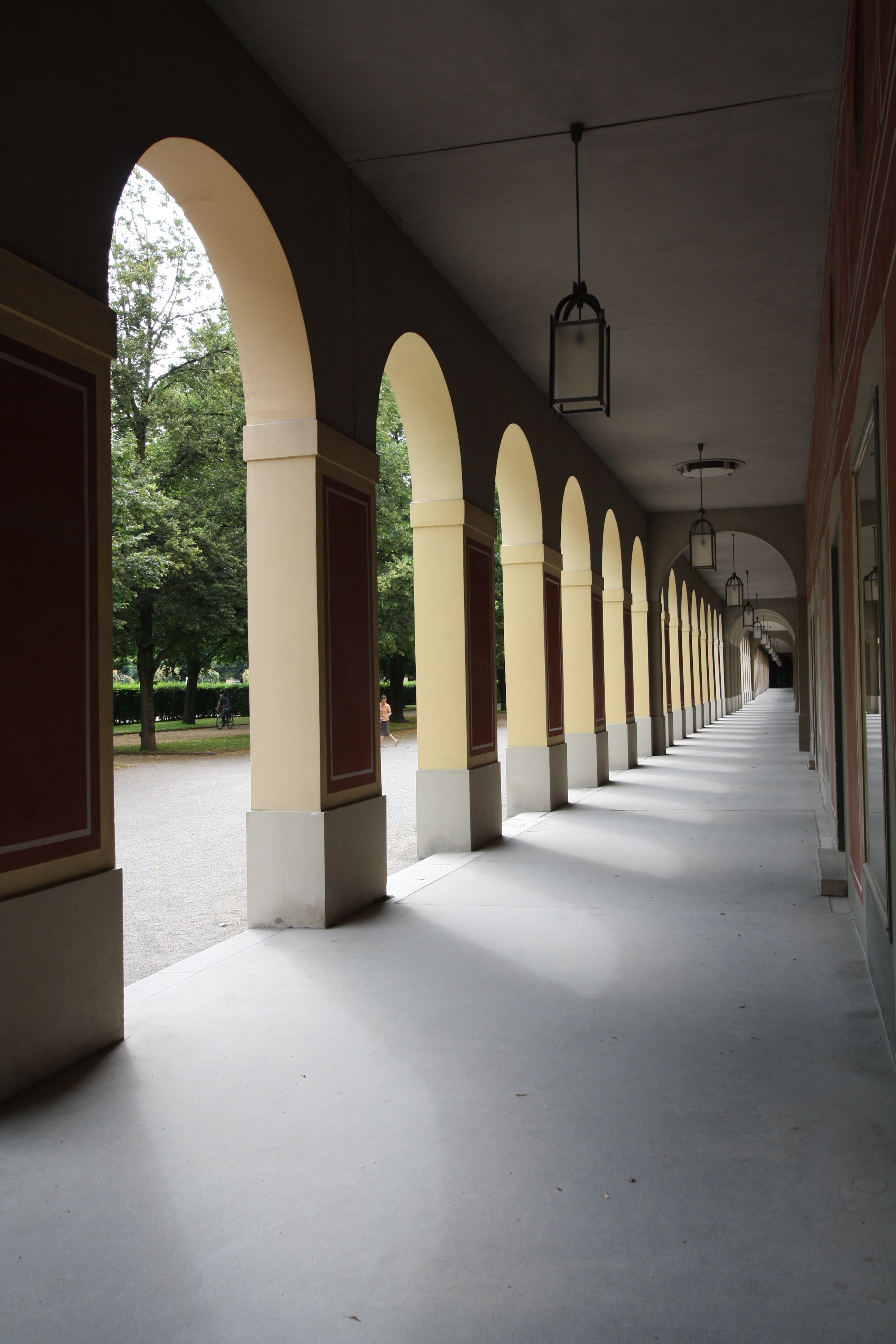
Die Hofgartenarkaden
Katalog zur Ausstellung „Entartete Kunst“, 1937
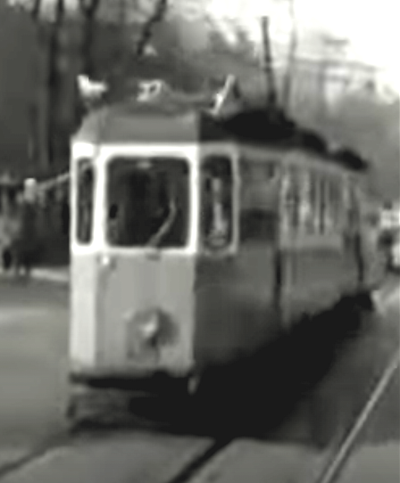
Trambahnlinie 37, (1960)

## Nutzung
In den nördlichen Hofgartenarkaden haben der Kunstverein München und das Deutsche Theatermuseum ihre Räume. Der Finanzgarten ist eine öffentliche Grünfläche. Das Hofbrunnwerk kann besichtigt werden (Zugang von der unteren Terrasse des Hofgartens).